# Marabi
Le marabi est un style de musique sud-africain des années 1950, qui s'est développé dans les zones d'exploitation aurifère du Witwatersrand de la province du Gauteng, une région qui s'étend de Pretoria à Vereeniging, en passant par la région de Johannesbourg. C'est dans les ghettos de l'ère de l'apartheid que le marabi et le kwela ont été développés.

## Origine
Le Marabi utilise des orgues à pédales bon marché, ce qui lui confère un lien musical avec le jazzy, le ragtime et le blues. Les racines profondes du marabi se puisent dans la tradition africaine. Comme pour le jazz ancien, les mélodies joyeuses et les rythmes entraînants se caractérisent par des accords, typiques de la musique africaine traditionnelles, répétés dans différents harmoniques.

## Les shebeens
le marabi était destiné à attirer les foules dans les bars locaux ou shebeens (où des boissons illicites comme le skokiaan étaient vendues), et à les faire danser. Ces établissements exploités illégalement par des femmes (appelées Shebeen Queens), occasionnèrent un renouveau de la tradition africaine .
Un reflet de cette musique peut être entendu dans la musique d'artistes de Cape Jazz tels que Basil Coetzee ou Abdullah Ibrahim . Les débuts de la radio de diffusion destinée aux auditeurs noirs et la croissance d'une industrie d'enregistrement indigène ont contribué à propulser ces sons à une immense popularité à partir des années 1930.

## AuXXIesiècle

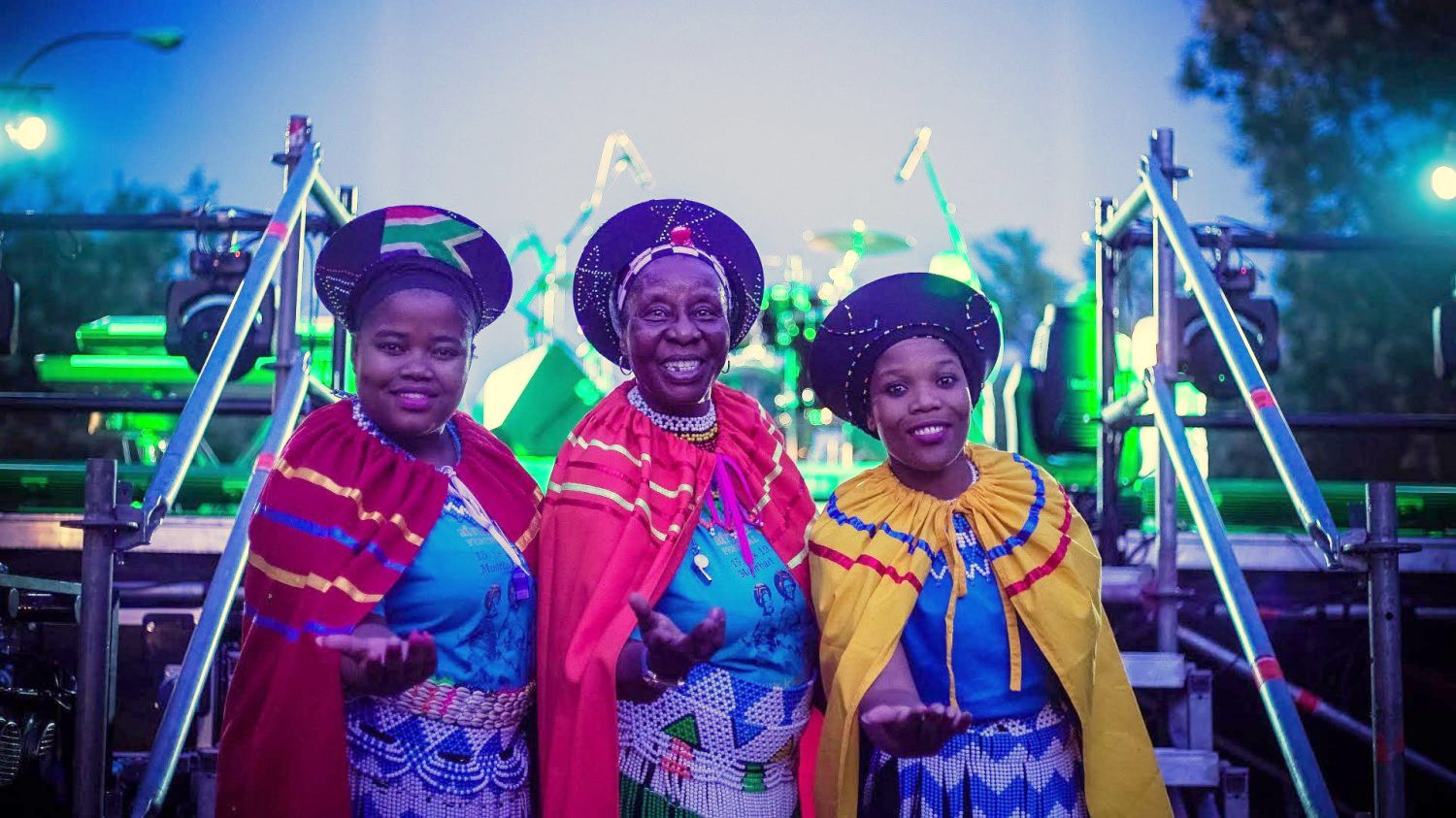
Mahotella Queens

Au fil des ans, le marabi est devenu la forme la plus distinctive de la musique sud-africaine, sans doute le premier  mbaqanga avec les interprètes de jazz les plus populistes des années jusqu'en 1980. Le marabi a perdu une grande partie de son lien avec les racines jazz du style et il est désormais rattaché à la culture musicale africaine par opposition au jazz sud-africain. Mbaqanga a été entièrement remplacé par un nouveau genre urbain appelé «bubblegum». Pop afro-dance, Bubblegum a été principalement influencée par le mbaqanga et d'autres styles africains populaires.